# Arago (cráter marciano)
Arago es un cráter de impacto de grandes proporciones del planeta Marte situado a 10.2° Norte y 330.2° Oeste (10.1° Norte y 29.8° Este). El impacto causó una abertura de 154 kilómetros de diámetro en la superficie del cuadrángulo MC-12 del planeta. El nombre fue aprobado en 1973 por la Unión Astronómica Internacional en honor al matemático, físico, astrónomo y político francés François Arago (1786-1853).
El cráter Arago fue uno de los destinos explorados por el astromóvil todoterreno Opportunity, tomando imágenes del cráter en un área 300-500 metros en el perímetro del cráter Victoria.